# هیولا (فیلم ۱۹۹۴)
هیولا (ایتالیایی: Il mostro) یک فیلم کمدی ایتالیای-فرانسوی به کارگردانی روبرتو بنینی است که در سال ۱۹۹۴ منتشر شد.

## بازیگران
- نیکولتا براسچی
- میشل بلان
- روبرتو بنینی
- ژان-کلود بریالی
- ایوانو مارسکوتی
- ماسیمو جیروتی
- آلساندرا چلی
- دومینیک لاوانان
- ویتوریو آماندولا